# Mecanog
Mecanog es un programa de software libre, código abierto y bajo licencia GPL, para facilitar el aprendizaje de mecanografía con ordenador. Esta es la versión para un solo usuario.

## Prestaciones
Teclado virtual con varios ajustes. Presentación de manos virtuales para indicar más fácilmente el dedo a usar.
Multiplicidad de posibilidades de ejercicios: prediseñados, con palabras aleatorias y desde el portapapeles (con el texto que haya copiado de un editor que tenga abierto). Con modalidades académica y de juego.
Presentación de los resultados, e individualmente.
Ajuste de la medida de las letras y del teclado virtual para mayor comodidad de la vista o para personas con dificultad visual. Preparado para personas que precisan lector de pantalla.
Posibilidad de utilizar el programa como un editor de texto. Puede ser de interés para:
1. Emigrantes, y traductores o escritores que utilizan idiomas de escritura totalmente diferente). Les permite ver el teclado virtual cuando no se dispone del teclado real necesario.
2. Personas con discapacidad severa puedan llegar a escribir texto. Tienen que, sin embargo, poder utilizar un ratón adaptado o cursor y clicar en el teclado virtual.
3. Demostración, en un medio audiovisual, del uso de las teclas del ordenador en la introducción a la informática.
Edición y selección de distintas:
Posiciones de los dedos y de las manos, útil para personas que sólo puedan usar una sola mano o le falte algún dedo.
Teclados y de edición de patrones de caracteres para palabras aleatorias.
Creación automática de ejercicios prediseñados.
Dispone de ayudas contextuales, que aparecen pulsando F1.